# Calystegia occidentalis
Calystegia occidentalis är en vindeväxtart som först beskrevs av Samuel Frederick Gray, och fick sitt nu gällande namn av Richard Kenneth Brummitt. Calystegia occidentalis ingår i släktet snårvindor, och familjen vindeväxter.

## Underarter
Arten delas in i följande underarter:
- C. o. fulcrata
- C. o. occidentalis
- C. o. tomentella

## Bildgalleri

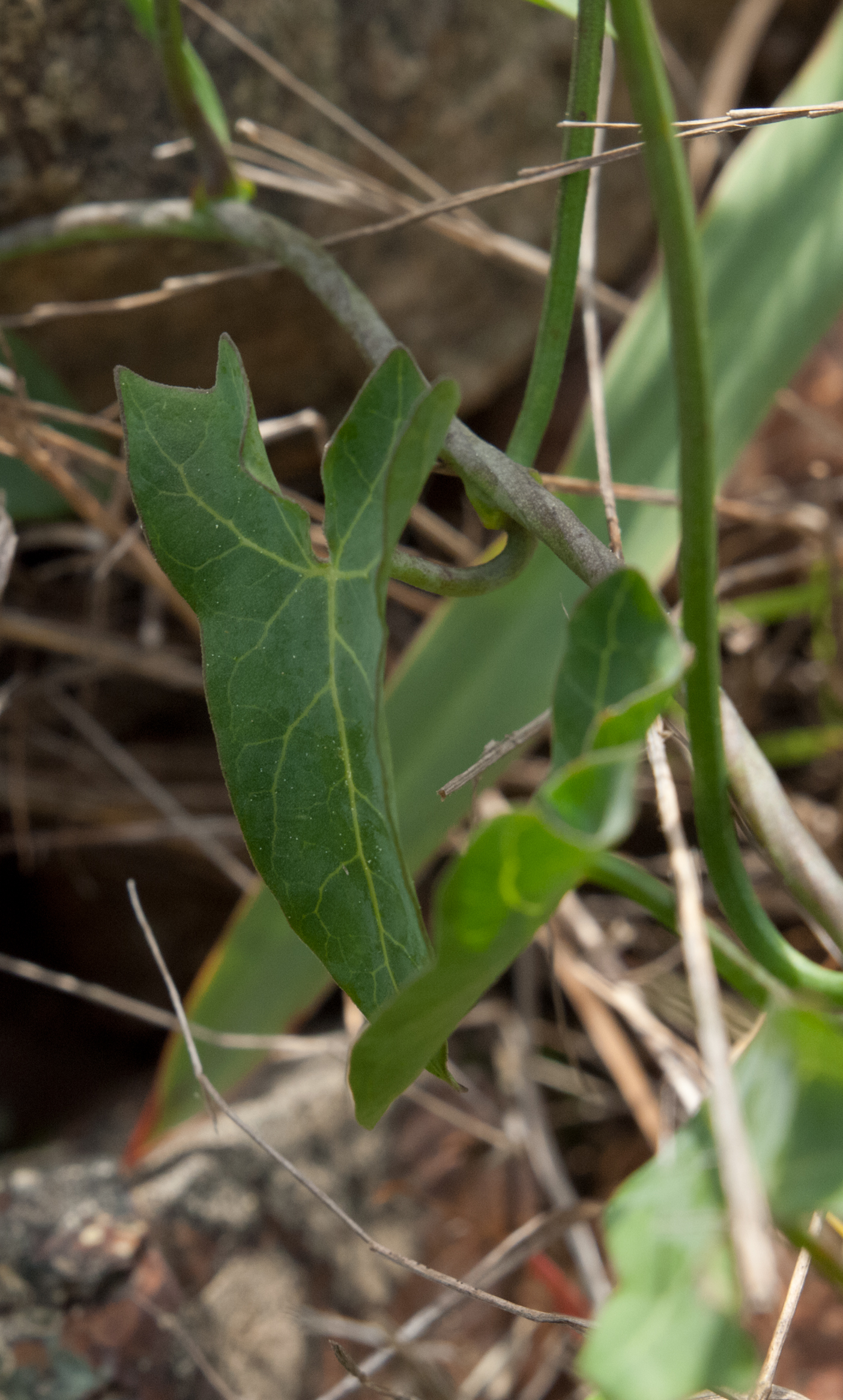
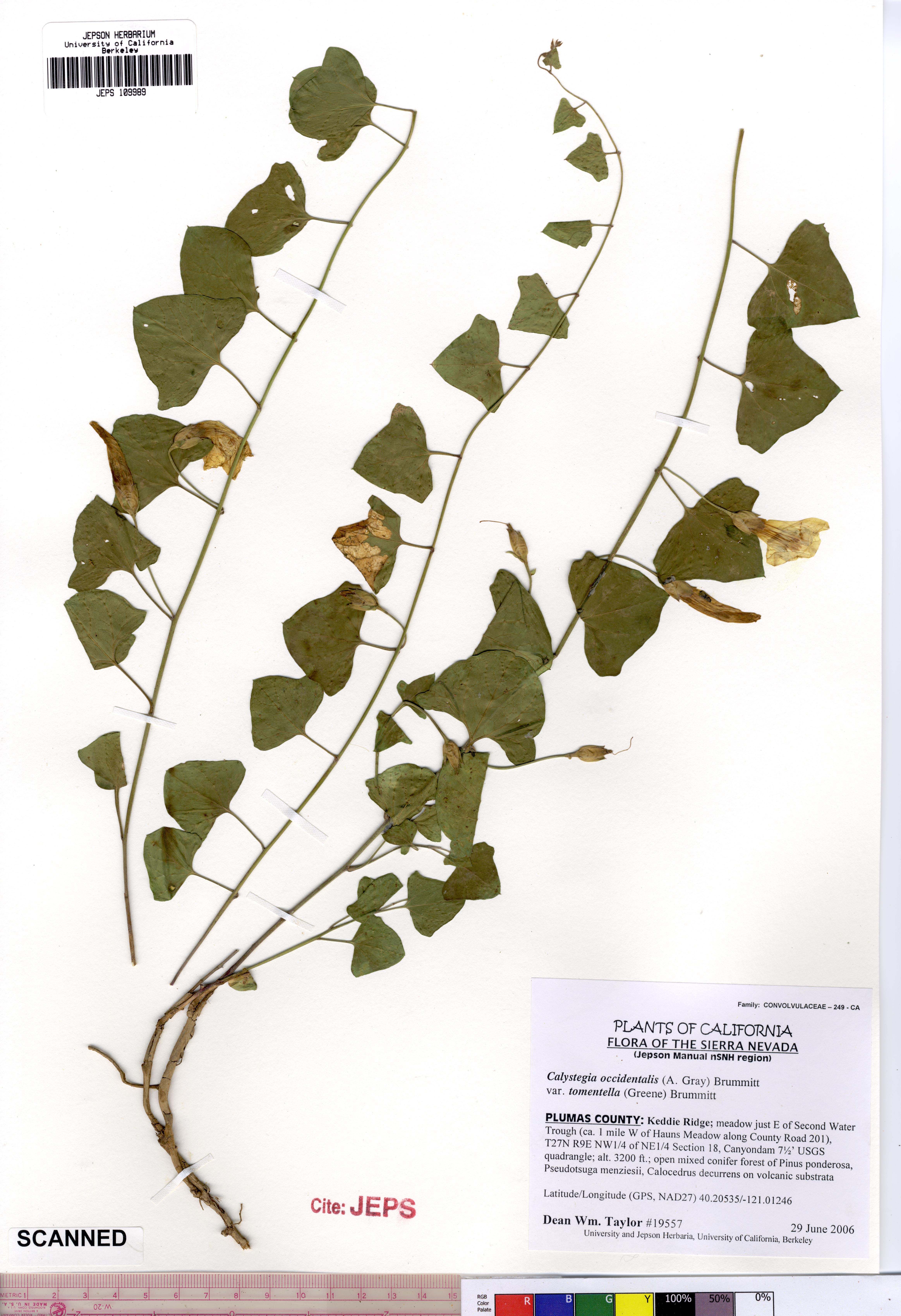
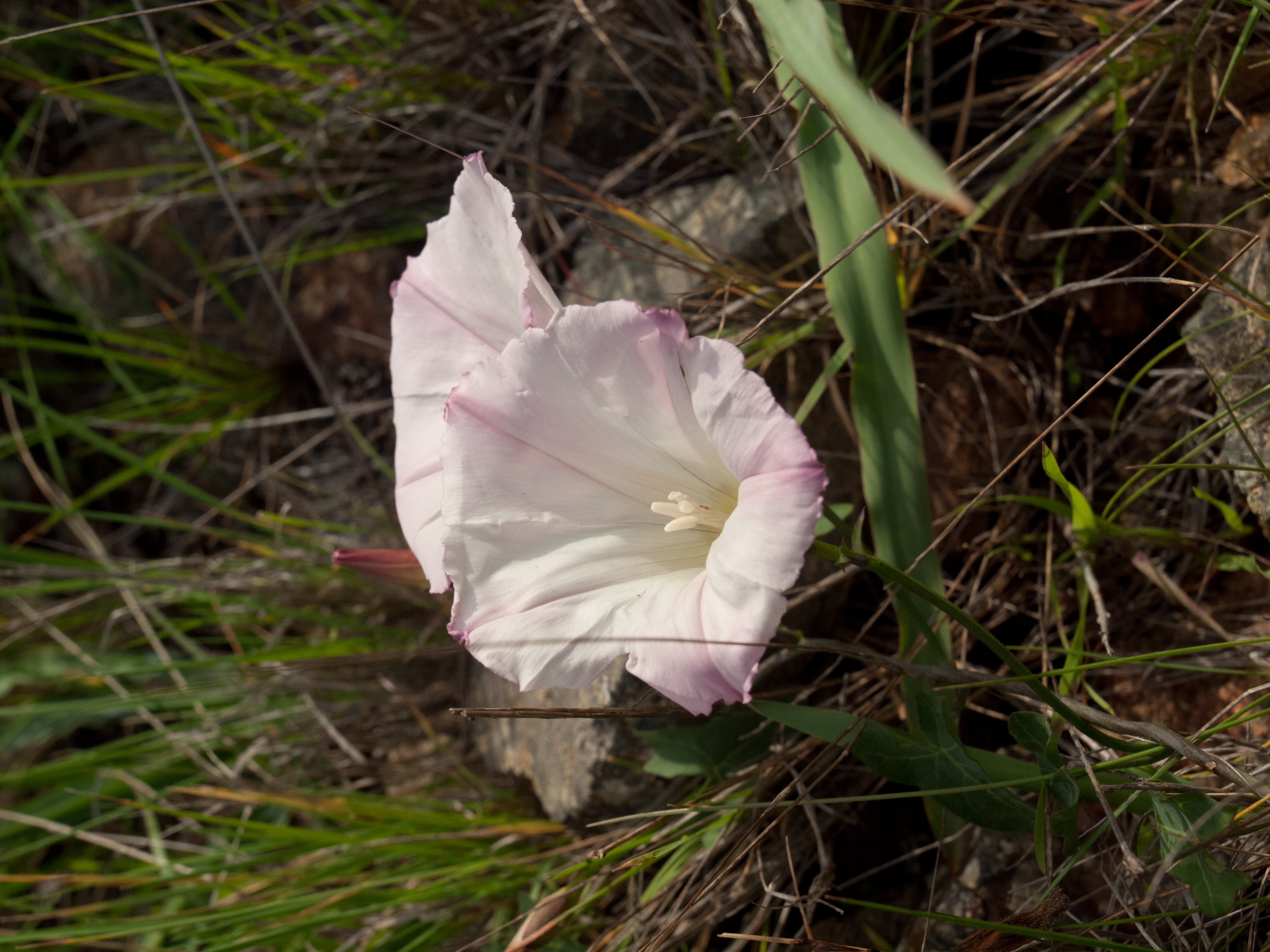
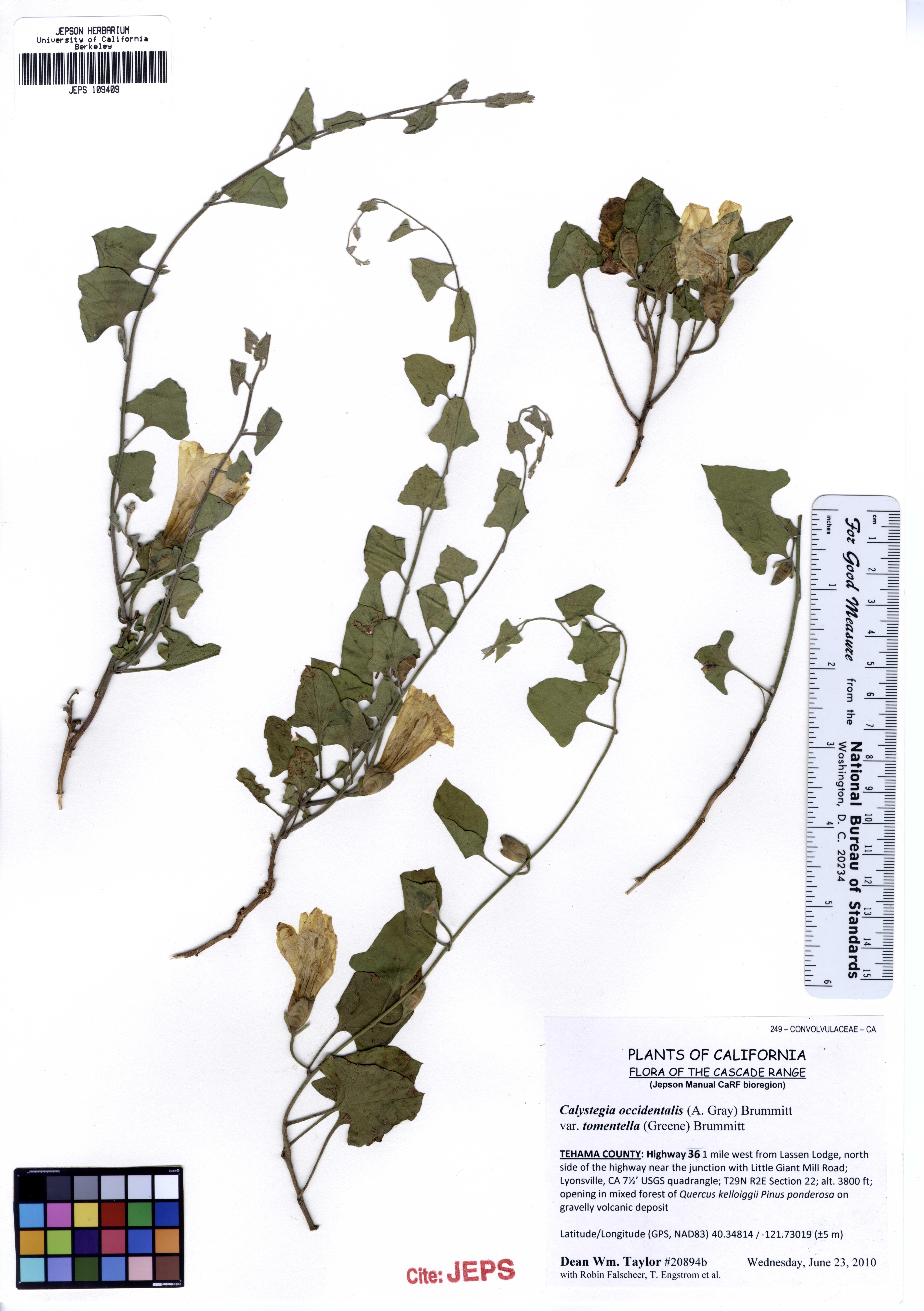